# Короткометражный фильм

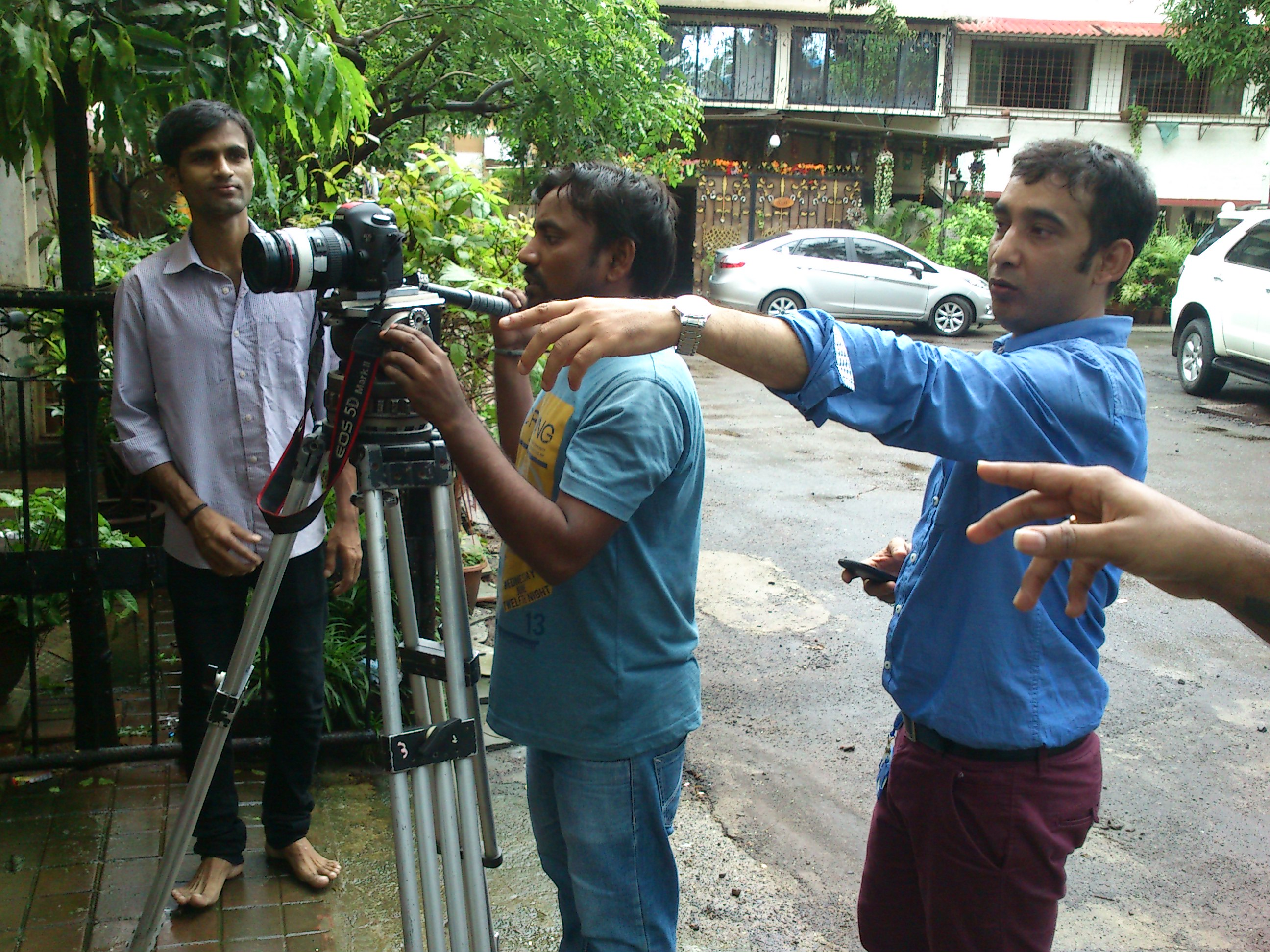
Актёры и съёмочная группа короткометражного фильма «Другие люди»

Короткометра́жный фильм (короткий метр, короткометражка; фр. court métrage) — фильм с небольшой продолжительностью. Средняя длительность короткометражки колеблется в промежутке от 10 до 40 минут. Противопоставляется полнометражному фильму.
Американская академия киноискусства определяет короткометражный фильм как такой, который длится не более 40 минут, включая полные титры. В СССР короткометражными кинофильмами считались те, размер которых не превышал 4—5 частей (1200—1500 метров плёнки).
Практически все кинорежиссёры начинают с короткого метра, так как затраты на производство короткометражного фильма значительно ниже, чем у полнометражного. Изначально весь игровой кинематограф был короткометражным.
Многие фильмы стали классикой. Когда журнал Sight & Sound в 2012 году опросил 846 кинокритиков со всего мира на предмет выявления величайших фильмов, среди короткометражных наибольшее число голосов получили «Взлётная полоса» (29 голосов), «Шерлок-младший» (25), «Андалузский пёс» (17), «Полуденные сети», «Длина волны» (16) и «Путешествие на Луну» (10).